# José Eduvigis Díaz
José Eduvigis Díaz Vera (Pirayú, 17 ottobre 1833 – Paso Pucú, 7 febbraio 1867) è stato un generale paraguaiano, distintosi nella guerra della Triplice Alleanza.

## Biografia
Nato nel 1833 a Pirayú, nel dipartimento di Paraguarí, José Eduvigis Díaz entrò a 19 anni nell'esercito, dove cominciò ad ottenere numerosi riconoscimenti in virtù del suo genio militare e del suo coraggio. Divenuto colonnello, il 2 maggio 1866 comandò il contrattacco paraguaiano contro l'esercito alleato nella battaglia di Estero Bellaco; tuttavia a causa di un primo iniziale successo dovuto alla sorpresa continuò ad avanzare pur disponendo di un numero molto esiguo di combattenti, venendo presto respinto con le sue truppe dalle forze argentine.
Dopo aver comandato una delle colonne paraguaiane nella disastrosa battaglia di Tuyutí, Díaz comandò le truppe paraguaiane nella vittoriosa battaglia del Sauce, in cui respinse un tentativo di sfondamento nemico. Preso il comando dell'esercito paraguaiano, José Eduvigis Díaz preparò le opere di difesa e guidò le operazioni belliche nella vittoriosa battaglia di Curupayty del 22 settembre 1866, nella quale respinse un attacco in forze dell'esercito nemico, infliggendogli grandissime perdite.
Quattro mesi dopo il suo trionfo, volendo studiare la flotta brasiliana da tempo inattiva nel fiume Paraguay simulò un'escursione di pesca in canoa, venendo colpito il 26 gennaio 1867 da una granata che lo ferì gravemente ad una gamba; nonostante l'amputazione della stessa morì di infezione il 7 febbraio nel quartier generale paraguaiano. I suoi resti, dapprima sepolti nel cimitero della Recoleta di Asunción, furono trasferiti nel 1939 all'interno del Panteón Nacional de los Heróes.

## Riconoscimenti
Alla memoria del generale Díaz è stata intitolata la Ruta 4, l'arteria stradale che unisce le cittadine di San Ignacio e Paso de Patria, nel sud del Paraguay. L'effige del militare compare sulla moneta da 100 guaraní. Nella città di Luque, nel 1917, fu fondato il Club General Díaz, chiamato così proprio in memoria del generale paraguaiano.